# Karoline Simpson-Larsen
Karoline Simpson-Larsen  (* 4. August 1997) ist eine norwegische Skilangläuferin.

## Werdegang
Simpson-Larsen, die für den Il Vargar startet, nahm bis 2017 an Juniorenrennen teil. Bei den Nordischen Junioren-Skiweltmeisterschaften 2017 in Soldier Hollow kam sie auf den 23. Platz im Skiathlon. Im Dezember 2017 lief sie in Vuokatti ihre ersten Rennen im Scandinavian-Cup und belegte dabei den 64. Platz im Sprint, den 48. Rang über 10 km klassisch und den 45. Platz über 10 km Freistil. In der Saison 2018/19 erreichte sie im Scandinavian-Cup mit drei Platzierungen in den Punkten, den 48. Platz in der Gesamtwertung. Im März 2019 debütierte sie in Oslo im Weltcup und errang dabei den 40. Platz im 30-km-Massenstartrennen. Nach Platz drei und vier über 10 km bei FIS-Rennen in Gålå zu Beginn der Saison 2019/20 nahm sie im Dezember 2019 in Lillehammer erstmals am Skilanglauf-Weltcup teil. Dabei holte sie mit dem 28. Platz im Skiathlon ihre ersten Weltcuppunkte. Bei den U23-Weltmeisterschaften 2020 in Oberwiesenthal belegte sie den 14. Platz über 10 km klassisch. In der Saison 2021/22 errang sie mit zwei zweiten Plätzen und einen dritten Platz den zweiten Platz in der Gesamtwertung des Scandinavian-Cups.